# Premio John Bunn
El John Bunn Award (o John W. Bunn Lifetime Achievement Award) es un premio anual de baloncesto otorgado por el Naismith Memorial Basketball Hall of Fame a una persona que ha contribuido significativamente al deporte del baloncesto. Nombrado en honor a John Bunn, el primer presidente del Comité del Basketball Hall of Fame desde 1949 hasta 1969, el premio es el honor más prestigioso presentado por el Basketball Hall of Fame exceptuando la inclusión en el mismo.

## Ganadores
| * | Incluido en el Basketball Hall of Fame |

| Año  | Ganador                 | Nota |
| ---- | ----------------------- | --- |
| 1973 | John Bunn*              | Incluido en el Hall of Fame como colaborador en 1964                                                                         |
| 1974 | John Wooden*            | Incluido en el Hall of Fame como jugador en 1960 y entrenador en 1973                                                        |
| 1975 | J. Walter Kennedy*      | Incluido en el Hall of Fame como colaborador in 1981                                                                         |
| 1976 | Henry P. Iba*           | Incluido en el Hall of Fame como entrenador en 1969                                                                          |
| 1977 | Clifford Fagan*         | Incluido en el Hall of Fame como colaborador en 1984                                                                         |
| 1978 | Curt Gowdy              | Otro premio del Hall of Fame, el Curt Gowdy Media Award, está nombrado en su honor                                           |
| 1979 | Eddie Gottlieb*         | Incluido en el Hall of Fame como colaborador en 1972                                                                         |
| 1980 | Arnold "Red" Auerbach*  | Incluido en el Hall of Fame como entrenador en 1969                                                                          |
| 1981 | Ray Meyer*              | Incluido en el Hall of Fame como entrenador en 1979                                                                          |
| 1982 | Daniel Biasone*         | Incluido en el Hall of Fame como colaborador en 2000                                                                         |
| 1983 | Robert J. Cousy*        | Incluido en el Hall of Fame como jugador en 1971 Otro premio del Hall of Fame, el Bob Cousy Award, está nombrado en su honor |
| 1984 | Lawrence F. O'Brien*    | Incluido en el Hall of Fame como colaborador en 1991                                                                         |
| 1985 | Lee Williams            | |
| 1986 | Grady W. Lewis          | |
| 1987 | Dave R. Gavitt*         | Incluido en el Hall of Fame como colaborador en 2006                                                                         |
| 1988 | Haskell Hillyard        | |
| 1989 | George E. Killian       | |
| 1990 | Pat Head Summitt*       | Incluido en el Hall of Fame como entrenador en 2000                                                                          |
| 1991 | Morgan B. Wootten*      | Incluido en el Hall of Fame como entrenador en 2000                                                                          |
| 1992 | Will Robinson           | |
| 1993 | Joe Vancisin            | |
| 1994 | William Wall            | |
| 1995 | Pete Carlesimo          | |
| 1996 | Vic Bubas               | |
| 1997 | C. M. Newton*           | Incluido en el Hall of Fame como colaborador en 2000                                                                         |
| 1998 | Tex Winter*             | Incluido en el Hall of Fame como entrenador en 2011                                                                          |
| 1999 | Harlem Globetrotters*   | Incluido en el Hall of Fame como equipo en 2002                                                                              |
| 2000 | Meadowlark Lemon*       | Incluido en el Hall of Fame como colaborador en 2003                                                                         |
| 2001 | Tom Jernstedt           | |
| 2002 | Harvey Pollack          | |
| 2003 | Joe O'Brien             | |
| 2004 | Zelda Spoelstra         | |
| 2005 | Marty Blake             | |
| 2006 | Betty Jaynes            | |
| 2007 | Thomas "Satch" Sanders* | Incluido en el Hall of Fame como colaborador en 2011                                                                         |
| 2008 | Val Ackerman            | |
| 2009 | Johnny Kerr             | |
| 2010 | Don Meyer               | |
| 2011 | Brian McIntyre          | |
| 2012 | Pat Williams            | |
| 2013 | George Raveling         | Incluido en el Hall of Fame como colaborador en 2015                                                                         |
| 2014 | Al Attles               | |
| 2015 | Rod Thorn               | |
| 2016 | Jim Delany              | |
| 2017 | Michael Goldberg        | |
| 2017 | Donald Rowe             | |
| 2018 | Jim Host                | |
| 2018 | Harley Redin            | |
| 2019 | Harry Glickman          | |
| 2019 | Del Harris              | Incluido en el Hall of Fame como colaborador en 2022                                                                         |
| 2020 | Timothy Nugent          | |
| 2021 | Carol Stiff             | |
| 2022 | Reggie Minton           | |